# La Casquere
La Casquere és un paratge format per camps de conreu del terme municipal de Conca de Dalt, a l'antic terme de Toralla i Serradell, al Pallars Jussà, en territori que havia estat del poble de Serradell.
Està situat al sud de Serradell, al sud-est de la Roca de Viudo, a la dreta del barranc de Rastanyó. És al nord-oest de Camparriu i al sud-oest de lo Camp, al nord de les Tarteretes.